# Emmanuel Scheffer
Emmanuel Scheffer (héberül: עמנואל שפר; Berlin, 1924. február 1. – 2012. december 28.) német születésű  izraeli labdarúgóedző.

## Pályafutása

### Klubcsapatban
1947 és 1950 között a lengyel Pionier Wrocław, 1950 és 1951 között a Hapóél Haifa, 1951 és 1954 között pedig a Hapóél Kfar Szaba játékosa volt. 

### Edzőként
1957-ben a Hapóél Kfar Szaba együttesénél kezdett edzősködni. Később dolgozott a Hapóél Marmorek, a Hapóél Raanana, a Bné Jehúdá, a Makkabi Netánjá és a Bétár Jerusálajim csapatainál. 
Irányításával négy alkalommal nyerte meg az Ázsiai ifjúsági-bajnokságot az Izraeli ifjúsági válogatott. Két alkalommal irányított szövetségi kapitányként az izraeli válogatottat. Első időszakában kivezette a nemzeti csapatot az 1968. évi nyári olimpiai játékokra és az 1970-es világbajnokságra.

## Sikerei

### Játékosként
Hapóél Kfar Szaba
- Izraeli bajnok (másodosztály) (1): 1951–52

### Edzőként
Izrael U19
- Ázsiai ifjúsági-bajnokság (4): 1964, 1965, 1966, 1967

## Külső hivatkozások
- Emmanuel Scheffer. FootballDatabase.eu